# Сент-Мари-о-Мин
Сент-Мари́-о-Мин (фр. Sainte-Marie-aux-Mines) — коммуна на северо-востоке Франции в регионе Гранд-Эст (бывший Эльзас — Шампань — Арденны — Лотарингия), департамент Верхний Рейн, округ Кольмар — Рибовилле, кантон Сент-Мари-о-Мин. До марта 2015 года коммуна и одноимённый кантон административно входили в состав округа Рибовилле.
Площадь коммуны — 45,23 км², население — 5604 человека (2006) с выраженной тенденцией к снижению: 5290 человек (2012), плотность населения — 117,0 чел/км².

## Население
Численность населения коммуны в 2011 году составляла 5387 человек, а в 2012 году — 5290 человек.
| 1962 | 1968 | 1975 | 1982 | 1990 | 1999 | 2006 | 2008 | 2011 | 2012 |
| ---- | ---- | ---- | ---- | ---- | ---- | ---- | ---- | ---- | ---- |
| 7897 | 7417 | 6703 | 6358 | 5767 | 5816 | 5604 | 5536 | 5387 | 5290 |

Динамика населения:

## Экономика
В 2010 году из 3408 человек трудоспособного возраста (от 15 до 64 лет) 2344 были экономически активными, 1064 — неактивными (показатель активности 68,8 %, в 1999 году — 67,0 %). Из 2344 активных трудоспособных жителей работал 1991 человек (1108 мужчин и 883 женщины), 353 числились безработными (180 мужчин и 173 женщины). Среди 1064 трудоспособных неактивных граждан 231 были учениками либо студентами, 281 — пенсионерами, а ещё 552 — были неактивны в силу других причин.
На протяжении 2011 года в коммуне числилось 2141 облагаемое налогом домохозяйство, в котором проживало 4972,5 человека. При этом медиана доходов составила 15565 евро на одного налогоплательщика.

## Достопримечательности (фотогалерея)

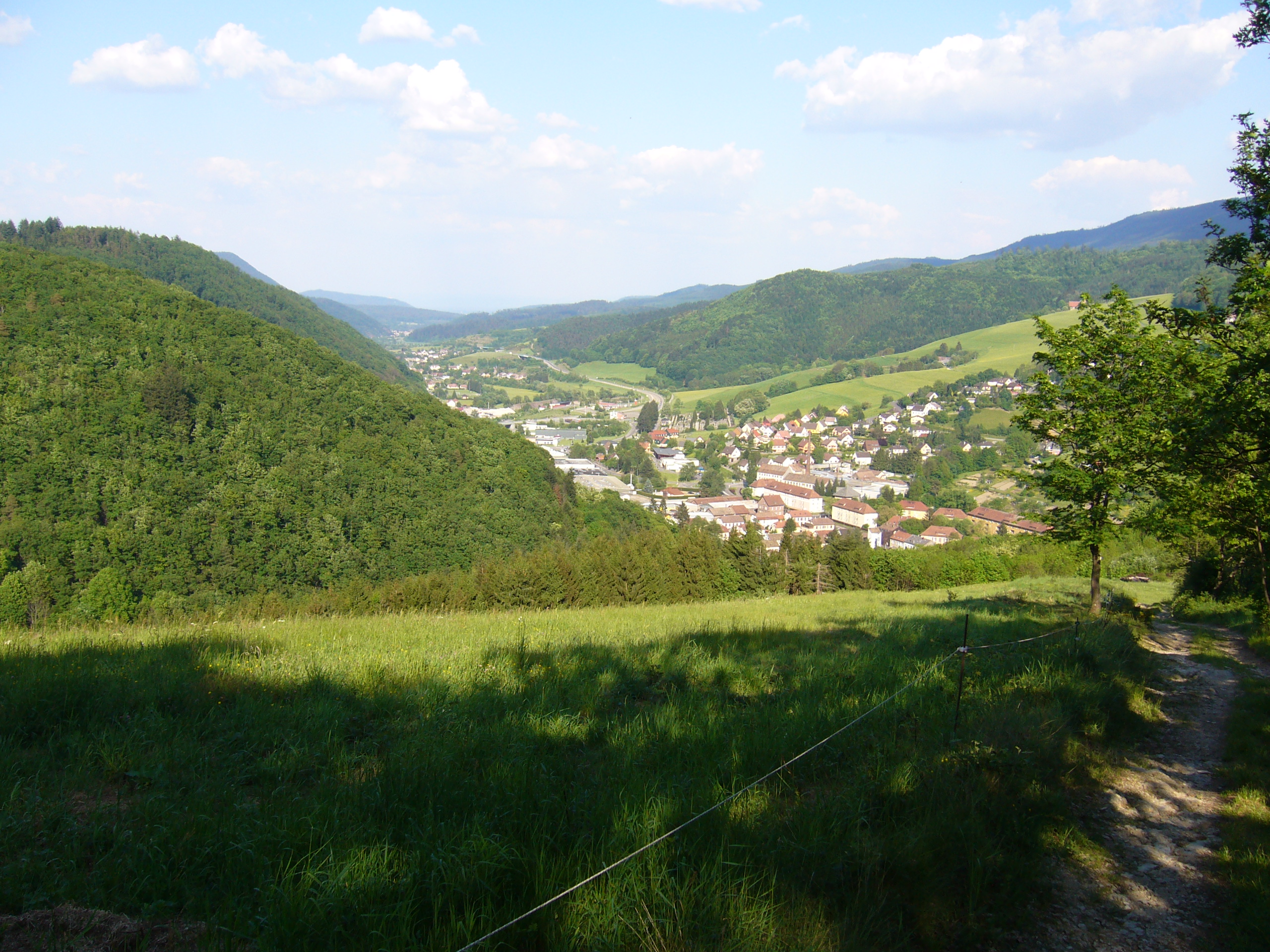
Вид на коммуну
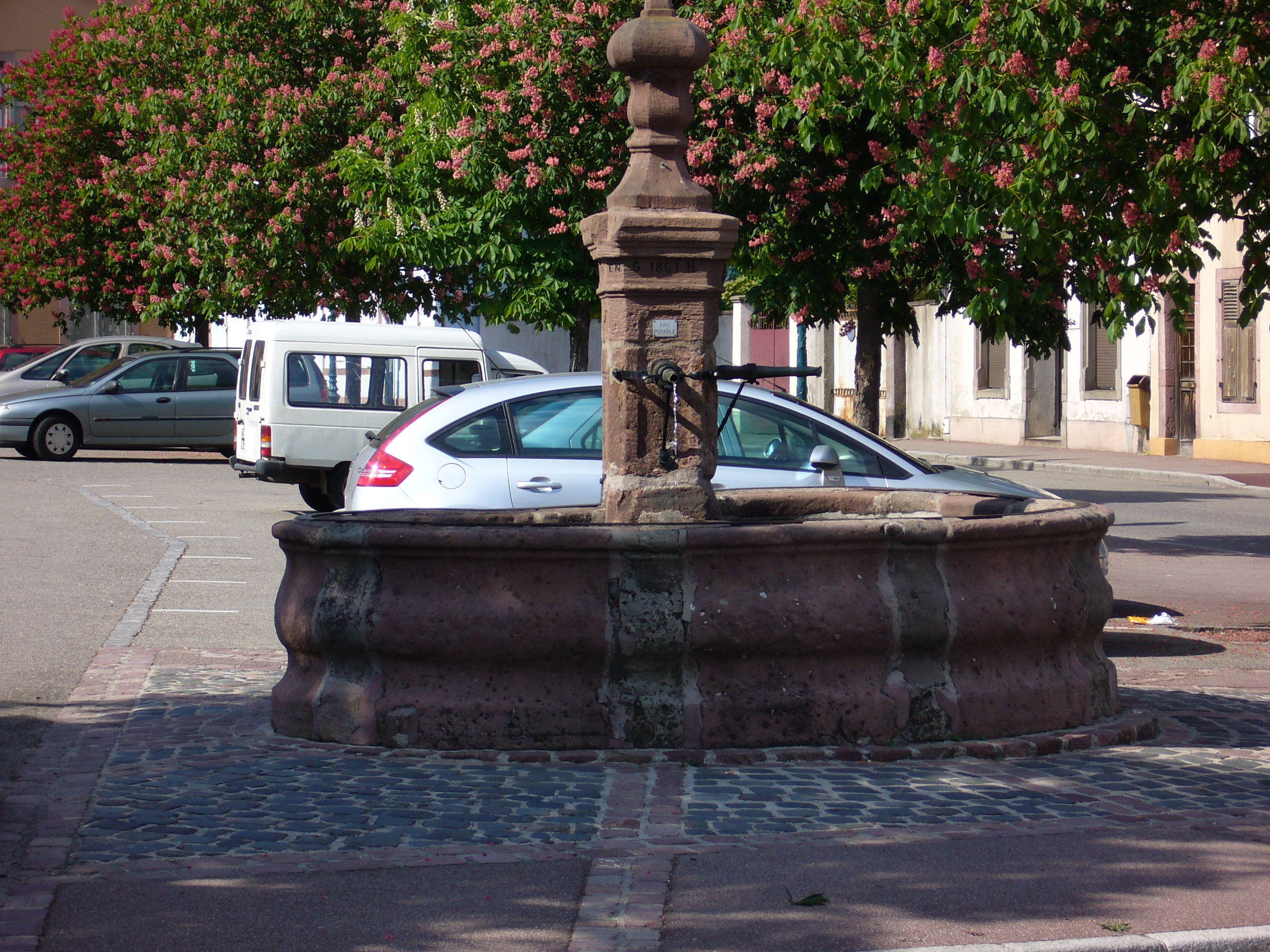
Фонтан
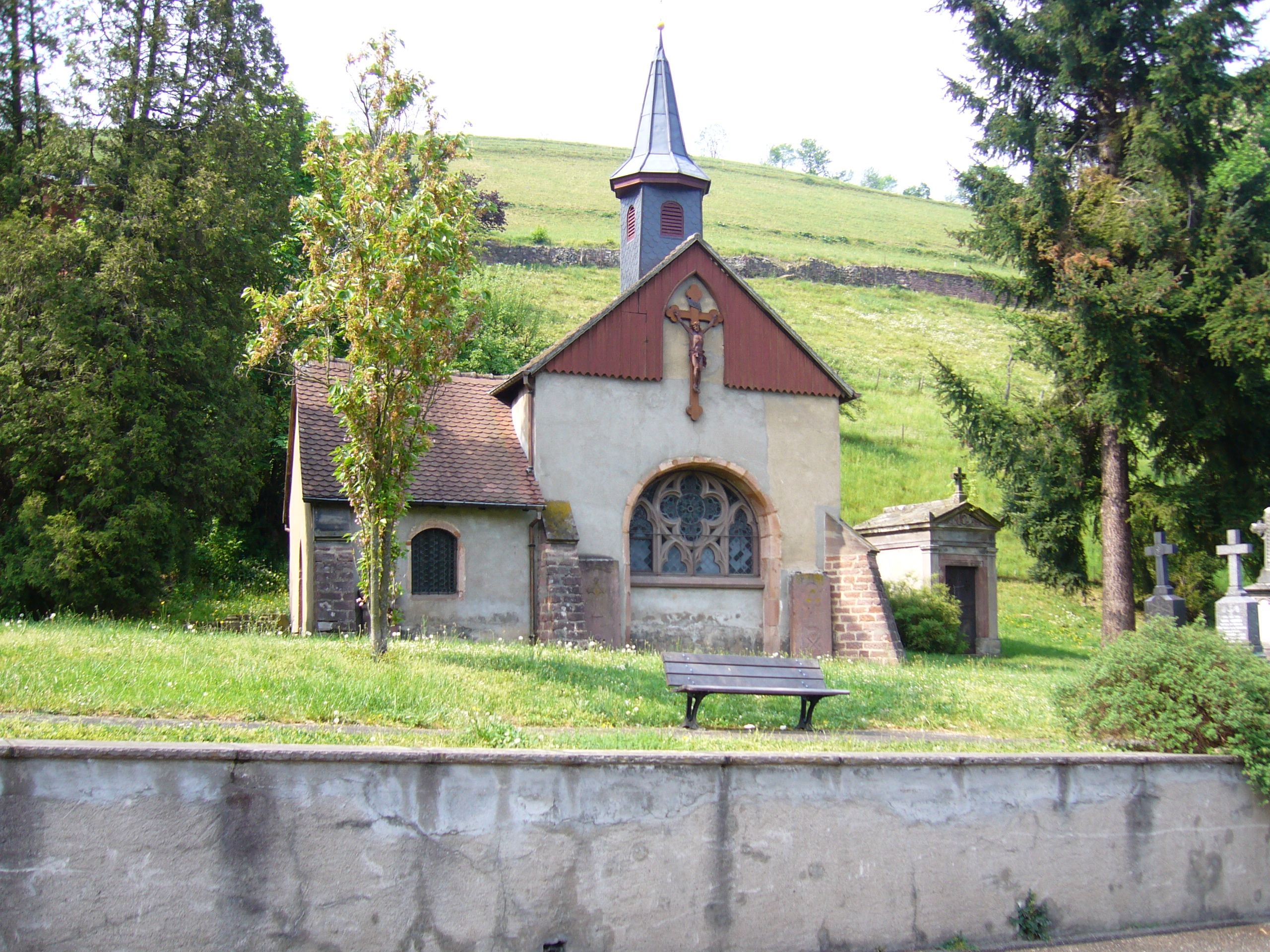
Часовня
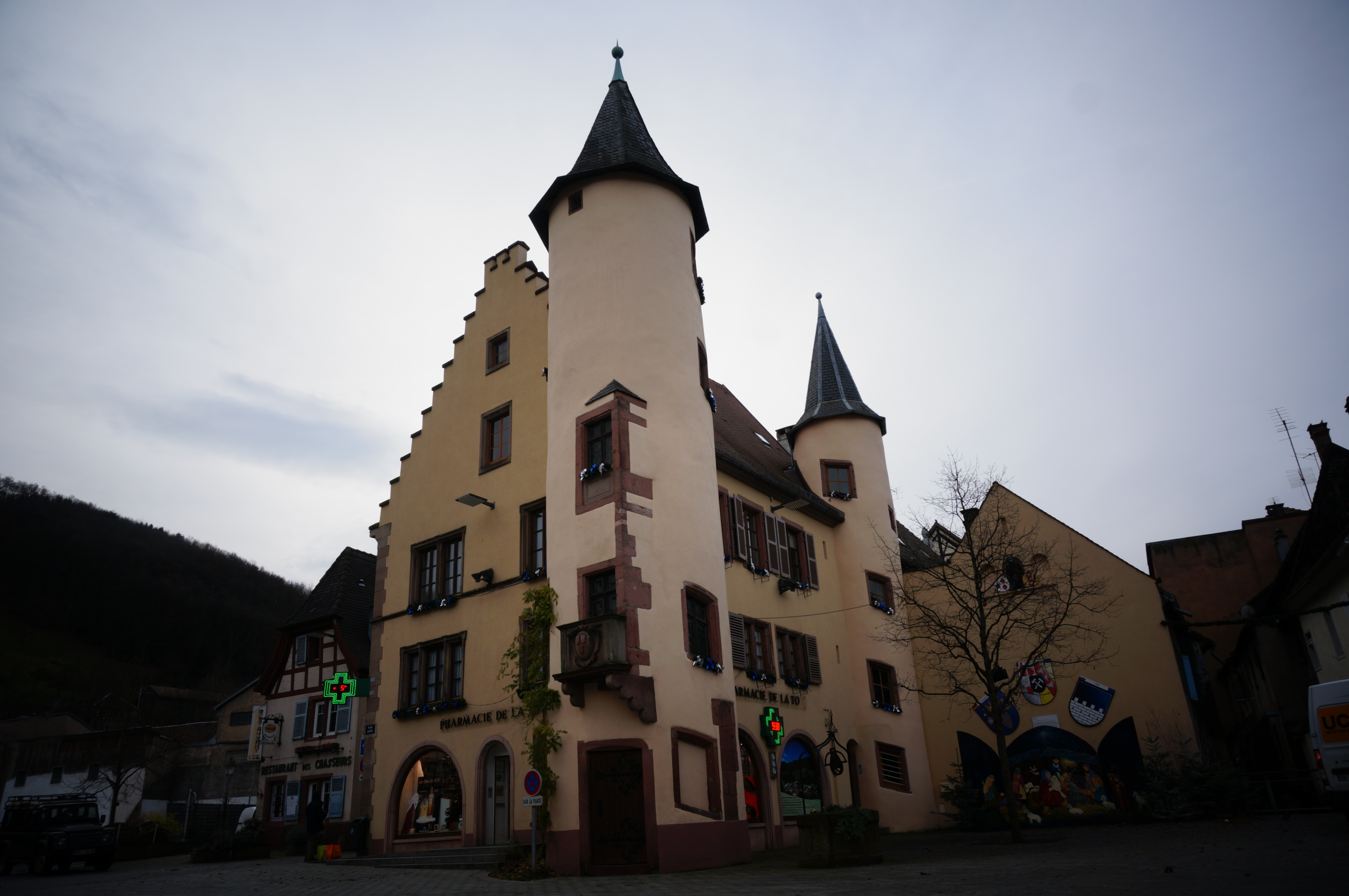

## Известные уроженцы
- Кейфер, Огюст (1851—1924) — французский политический и профсоюзный деятель.